# Thịt nướng xâu

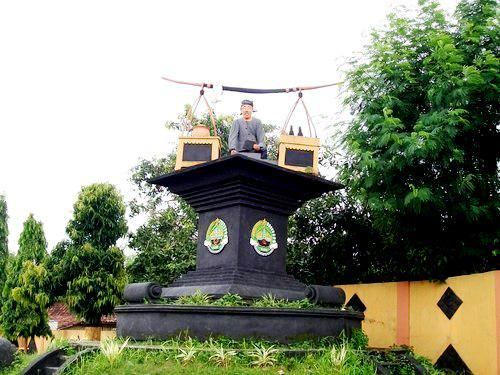
Blora-Cepu,Java, Indonesia

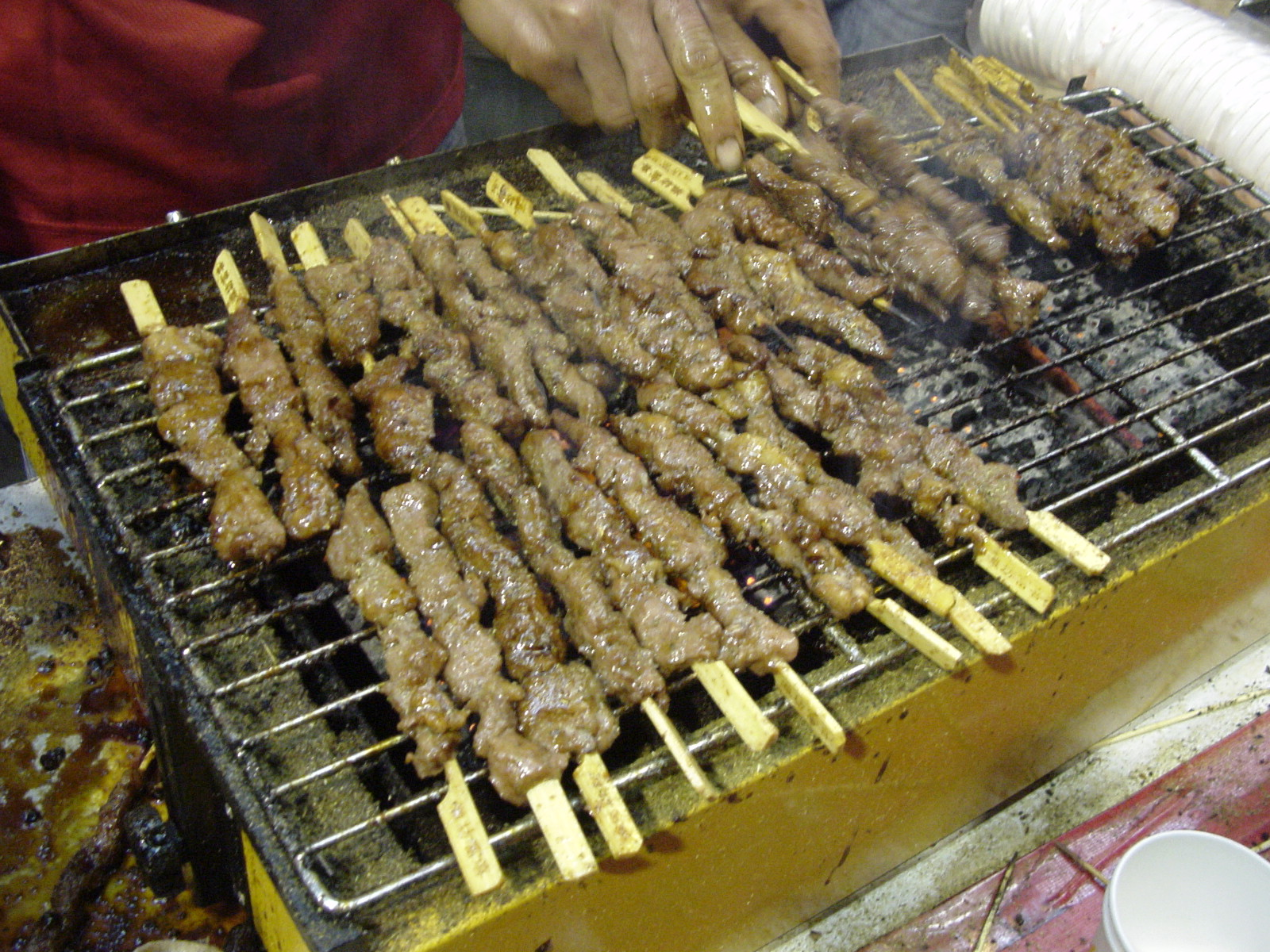
Xâu thịt cừu, chuanr Trung Quốc

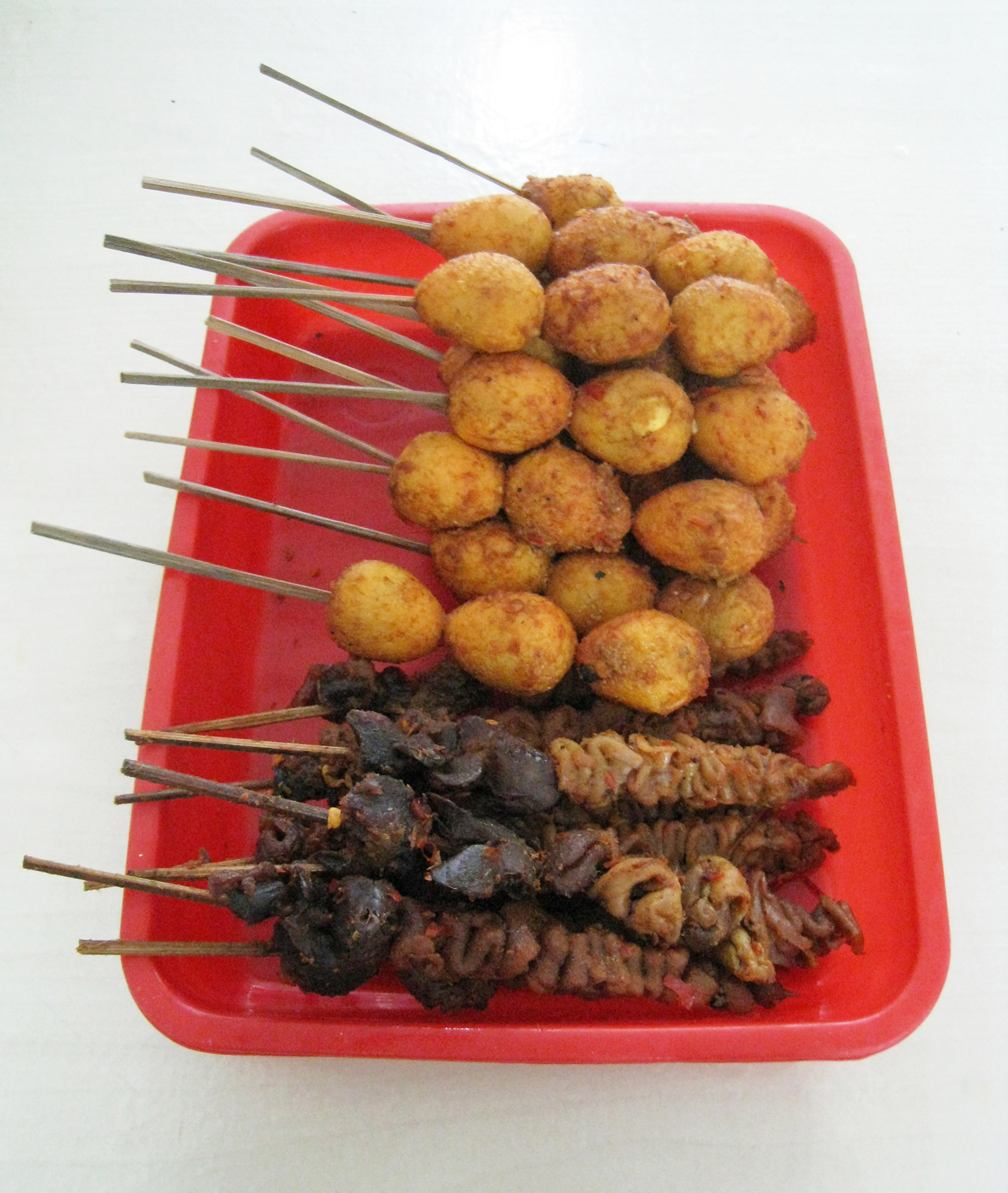
Xâu trứng chim cút và xâu gan gà

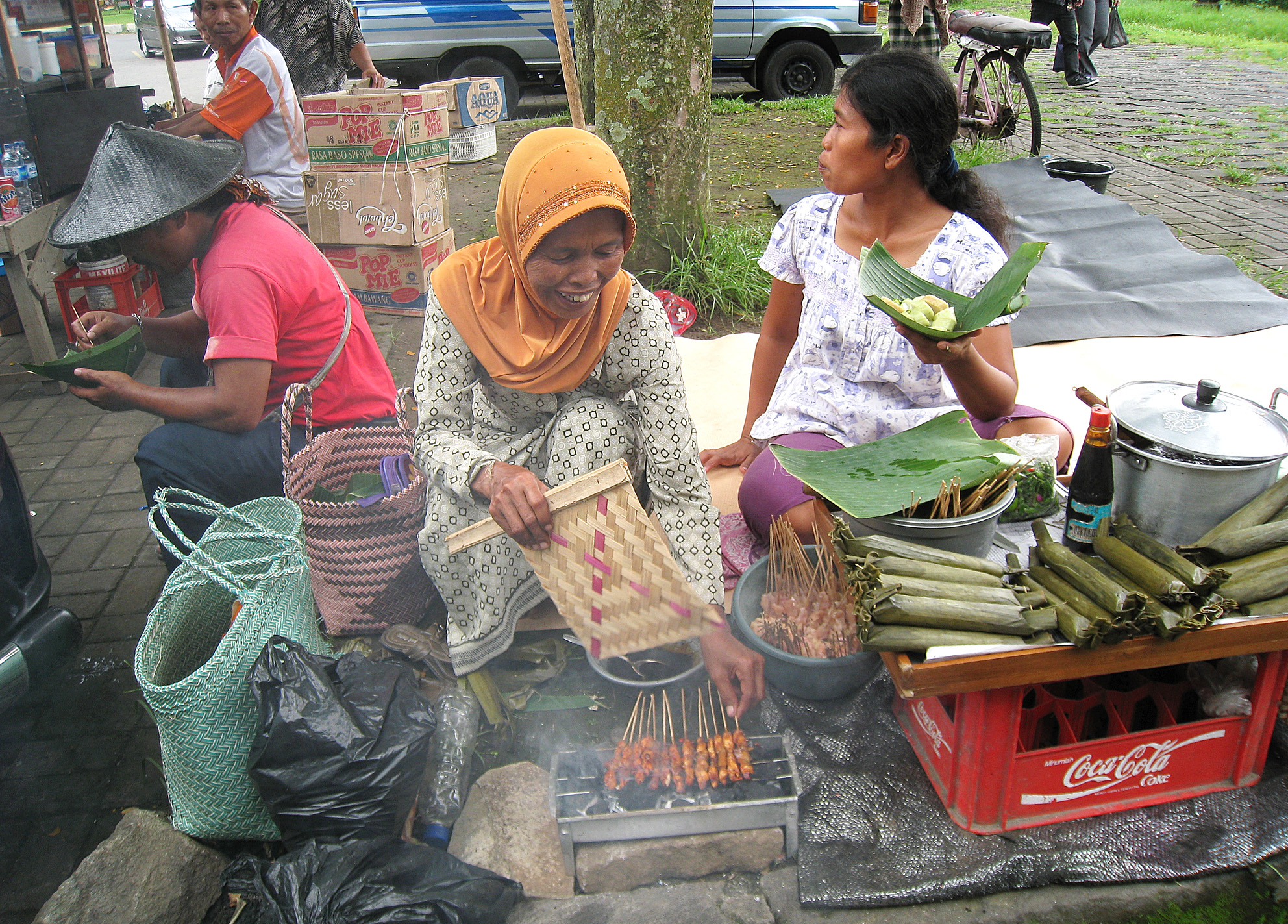
Người bán thịt nướng xâu tại Java, Indonesia

Thịt nướng xâu hay là thịt nướng xiên que là một món ăn thịt nguyên miếng xắt nhỏ, xiên que và nướng, thường được phục vụ với một loại nước sốt. Thịt nướng xâu có thể bao gồm thịt gà thái hạt lựu hoặc thái lát, thịt dê, thịt cừu, thịt bò, thịt lợn, cá, các loại thịt khác, hoặc đậu hũ, xiên thành xâu với những thanh tre hay cọng đuôi lá dừa, được nướng bằng gỗ hay than, và rồi phục vụ với một loại nước sốt hay là gia vị cay.
Cách chế biến này được cho là có nguồn gốc ở Java, Indonesia, và được gọi là Satay hay Sa tê (khác với Sa tế trong tiếng Việt). Trong tiếng Indonesia, sate có nghĩa là “thịt được nướng trên xiên tre trên bếp lửa”. Satay có mặt gần như bất cứ nơi nào ở Indonesia, nơi mà nó đã trở thành một món ăn truyền thống dân tộc phổ biến, thường ăn với nước sốt đậu phộng Nó cũng phổ biến ở nhiều quốc gia Đông Nam Á, bao gồm Mã Lai, Singapore, Brunei, và Thái Lan, Trung Quốc, cũng như ở Hà Lan, vì Indonesia là một thuộc địa của Hà Lan trước đây. Nó được liệt kê ở vị trí thứ 14 trong cuộc bình chọn 50 món ăn ngon nhất của độc giả trên thế giới, thực hiện bởi CNN Go vào năm 2011.
Các món ăn tương tự hay là cải biến, có thể kể món Yakitori từ Nhật Bản, Shish kebab từ Thổ Nhĩ Kỳ, shashlik từ vùng Kavkaz, chuanr từ Trung Quốc, sosatie từ Nam Phi và chả miếng tại Việt Nam. Biến thể của món ăn này, cũng có thể kể xâu cá viên, xâu thịt viên nướng, xâu gan gà, lòng gà,...